# كلير غانيه
كلير غانيه هي مغنية ومغنية أوبرا كندية، ولدت في 28 مارس 1924 في مونتريال في كندا.

## وصلات خارجية
- كلير غانيه على موقع IMDb (الإنجليزية)
- كلير غانيه على موقع ميوزك برينز (الإنجليزية)
- كلير غانيه على موقع ديسكوغز (الإنجليزية)